# Climaciaceae
Die Climaciaceae, deutsch Leitermoose, sind eine Laubmoos-Familie der Ordnung Hypnales.

## Beschreibung
Es sind kräftige Arten mit kriechenden, rhizomartigen Primärsprossen und aufrechten, meist bäumchenförmig verzweigten Sekundärsprossen. Stämmchen und Äste weisen einreihige, meist zwei- bis dreischichtige lamellenartige Längsstreifen auf. Im Stämmchenquerschnitt ist ein Zentralstrang vorhanden. Pseudoparaphyllien fehlen. Die Primärsprosse und die unteren Teile der Sekundärsprosse tragen schuppenförmige, angedrückte Blätter. Die Blätter im oberen Teil der Pflanzen sind normal ausgebildet, oft faltig, wenigstens oben gezähnt und stumpf oder zugespitzt. Die kräftige, einfache Blattrippe endet unterhalb der Blattspitze. Die Laminazellen sind glatt, rhomboidisch bis linealisch, Blattflügelzellen sind mehr oder weniger deutlich differenziert.
Die Geschlechterverteilung ist diözisch. Sporophyten stehen einzeln oder zu mehreren gehäuft. Die verlängerte Seta ist glatt, die Kapsel aufrecht oder geneigt, gerade oder gebogen, eiförmig oder zylindrisch; ein Anulus fehlt, das doppelte Peristom kann mehr oder weniger reduziert sein. Der Kapseldeckel ist kegelförmig und geschnäbelt, die Kalyptra ist glatt und kapuzenförmig.
Verbreitungsgebiete sind auf der Nord- und Südhalbkugel, vorwiegend jedoch in den gemäßigten Klimazonen der nördlichen.

## Systematik
Nach Frey, Fischer & Stech umfasst die Familie zwei Gattungen:
- Climacium mit vier Arten
- Pleuroziopsis, nur eine Art Pleuroziopsis ruthenica

In Deutschland, Österreich und der Schweiz ist nur eine Art Climacium dendroides vertreten.
Die in dieser Systematik hier miteinbezogene Gattung Pleuroziopsis wird manchmal von anderen Autoren in eine eigene Familie Pleuroziopsaceae mit nur der einen Art Pleuroziopsis ruthenica abgetrennt.